# Willy Saeren
Willy Saeren, né le 8 avril 1926 à Nerem et mort à Tongres le 13 août 2002, est un joueur de football international belge actif après la Seconde Guerre mondiale jusqu'à la fin des années 1950. Il évoluait au poste de défenseur et a effectué quasiment toute sa carrière au RFC Liège, remportant deux titres de champion de Belgique.

## Carrière
Willy Saeren débute en équipe première du Tongersche SV Cercle en 1946, le club évoluant alors en Division 1, le deuxième niveau hiérarchique du football belge. Deux ans plus tard, il est transféré par le RFC Liège, qui paie un montant record pour l'époque, 1,2 million de francs belges (environ 30 000 €).
Il s'impose dans le onze de base liégeois et remporte deux titres de champion de Belgique consécutifs en 1952 et 1953. Il dispute également deux rencontres avec l'équipe nationale belge en 1952. À l'époque, le club est un des meilleurs du pays et compte dans son équipe des joueurs tels que Louis Carré, Victor Wégria, Jean-Marie Letawe ou Claude Croté. Il est actif au FC Liégeois jusqu'en 1960, année où il décide de prendre sa retraite sportive après douze saisons passées dans la Cité Ardente.
Il s'éloigne ensuite du monde du football. Il décède le 13 août 2002 à Tongres à l'âge de 76 ans.

## Palmarès
- 2 fois international belge en 1952.
- 2 fois champion de Belgique en 1952 et 1953 avec le RFC Liège.

## Sélections internationales
Willy Saeren est appelé pour la première fois avec les « Diables Rouges » en 1949 lors d'un déplacement en Irlande mais il ne joue pas durant la rencontre. Il doit attendre le 6 avril 1952 et un match amical contre les Pays-Bas pour jouer son premier match en équipe nationale. Il dispute un second match amical contre la France le 22 mai de la même année puis, malgré encore quatre sélections jusqu'en 1953, il ne jouera plus de rencontre internationale.
Le tableau ci-dessous reprend les rencontres internationales disputées par Willy Saeren. Les onze matches pour lesquels il a été sélectionné sans jouer ne sont pas repris. Le score de la Belgique est toujours indiqué en gras.
| Date       | Compétition  | Adversaire | Lieu      | Score |
| ---------- | ------------ | ---------- | --------- | ----- |
| 6/04/1952  | Match amical | Pays-Bas   | Anvers    | 4-2   |
| 22/05/1952 | Match amical | France     | Bruxelles | 1-2   |